# Syalapakha
Syalapakha (en népalais : स्यालापाखा) est un comité de développement villageois du Népal situé dans le district de Rukum. Au recensement de 2011, il comptait 5 433 habitants.